# Maaltie Sardjoe
Maaltie S. Ashim-Sardjoe is een Surinaams arts en bestuurder. Ze was tien jaar lang directeur van de Regionale Gezondheidsdienst (RGD) en sinds 2020 staat ze aan het hoofd van het COVID-19 Crisis Management Team. Ze is een van de leidende bestuurders binnen de VHP. 

## Biografie
Sardjoe is de dochter van voormalig vicepresident Ramdien Sardjoe. Haar gehuwde naam is Ashim. Ze slaagde met een doctorandus-graad in de Geneeskunde en was van 1996 tot 2001 arts voor de RGD. Van circa 2006 tot 2016 had ze de algemene leiding over de RGD.
Ze is actief voor de Lions Club Paramaribo Central en werd in 2016 gekozen tot president. Daarnaast is ze actief voor de Vooruitstrevende Hervormings Partij (VHP). In 2013 vervulde ze de rol van secretaris en in 2016 werd ze gekozen tot een van de vijf ondervoorzitters van de partij. Ze wordt in 2020 gerekend tot de groep van acht machtige bestuurders van de partij. In september 2020 werd zij lid van de Staatsraad.
In juli 2020 gaf ze leiding aan het transitieteam van het COVID-19 Crisis Management Team dat Suriname door de coronacrisis leidt. Hier is zij de opvolger van Daniëlle Veira. Vervolgens gaf ze het roer op 27 juli 2020 over aan Marthelise Eersel.
In juli 2021 werd ze benoemd tot directeur van het Bedrijf Geneesmiddelen Voorziening Suriname (BGVS).